# Gymnobodes fraterculus
Gymnobodes fraterculus är en kvalsterart som först beskrevs av Balogh 1963.  Gymnobodes fraterculus ingår i släktet Gymnobodes och familjen Carabodidae. Inga underarter finns listade i Catalogue of Life.